# Wing Chun

Il nome più utilizzato: Canto di Primavera

Il Wing Chun (cinese: 永春, pinyin: yǒng chūn, Eterna Primavera - vengono anche utilizzati altri ideogrammi con lo stesso suono: 咏春 e 泳春) è uno stile di kung fu derivato dal sistema di Shaolinquan (Siu Lam in una pronuncia cantonese) del Sud della Cina e presenta alcuni tratti tipici degli stili di quest'area geografica (Nanquan).
Il nome è l'abbreviazione di Wing Chun Quan (永春拳, Pugilato dell'Eterna Primavera) e viene traslitterato in vari modi dalle diverse federazioni, ma nonostante il nome uguale o simile spesso vi sono sensibili differenze nell'interpretazione di alcuni princìpi.

## Leggenda e storia
Le versioni sulla nascita dello Yongchunquan sono varie e spesso riportano nomi e date differenti.

### Ng Mui, Shaolin, Yim Wing-chun
Una leggenda vuole che il Wing Chun Kuen sia stato concepito dalla monaca buddhista Ng Mui (五枚 o 五梅, Wu Mei in pinyin) intorno alla seconda metà del XVII secolo, dopo essere sfuggita alla distruzione del monastero di Shaolin assieme ad altri monaci. Molte fonti si riferiscono ad un tempio sussidiario di Shaolin nella Cina Meridionale, nelle province di Fujian o Guangdong.
Secondo Ye Wen (Yip Man), in un suo scritto dal titolo Yongchun Yuanliu, la distruzione del tempio Shaolin del monte Song in Henan sarebbe avvenuta durante il regno di Kangxi (1662-1722). Ng Mui (Wumei Dashi,五枚大師); era tra i sopravvissuti a tale distruzione assieme a Zhishan Chanshi (至善禪師, Jee Sim), Baimei Daoren (白眉道人, Bak Mei), Feng Daode (馮道德, Fung To-tak), Miao Xian (苗顯, Miu Hin). Ng Mui a seguito di questo avvenimento si sarebbe rifugiata nel tempio Baiheguan (白鶴觀) sul monte Qixiashan (棲霞山, in cantonese Chai Har) dove conobbe Yan Er (嚴二, in cantonese Yim Yee) e sua figlia Yan Yongchun (嚴詠春, in cantonese Yim Wing-chun). Yan Yongchun viene descritta come una giovane e avvenente fanciulla, tanto che attirò l'attenzione di un signorotto locale che volle costringerla a sposarlo, proprio per questo motivo Ng Mui si convinse ad insegnarle delle tecniche di combattimento che le permisero di sfidare e sconfiggere quell'uomo. In questo modo Yan Yongchun poté sposare Liang Bochou (梁博儔, in cantonese Leung Bok-chau), che faceva il mercante di sale in Fujian. Fu così che Yan Yongchun, Liang Bochou e Yan Er crearono lo Yongchunquan durante il regno di Kangxi.
Leung Ting pone la distruzione di Shaolin e la conseguente fondazione dello stile in un'altra epoca:
(Leung Ting , Wing Tsun Kuen)

### Un'altra storia su Yan Yongchun
Un altro racconto vuole che Yan Yongchun (Yim Wing-chun), durante il regno di Jiaqing della dinastia Qing, nella contea di Liancheng in Fujian, abbia creato lo stile partendo dagli insegnamenti del proprio padre, Yan Si (严四) il quale era un discepolo laico di Shaolinquan. In seguito Yan Yongchun si sarebbe sposata con Liang Botao, del Jiangxi ed insieme si sarebbero trasferiti a Zhaoqing nel Guangdong.

### Storicità
Un giudizio categorico viene espresso da Leung Ting (Liang Ting), secondo cui lo stile deriverebbe dalle scuole di arti marziali del Fujian ed in particolare da quelle praticate in seno alla minoranza Hakka, subendo poi continue trasformazioni e cambiamenti nel corso delle generazioni. Quasi assoluto il discredito nei confronti della leggenda di Wu Mei (che lui scrive Ng Mui), della leggenda della distruzione di Shaolin (che lui scrive Siu Lam):
Ng Mui avrebbe creato il sistema dopo aver assistito ad un combattimento tra un serpente e una gru
(Leung Ting , Wing Tsun Kuen)
Facciamo l'esempio dell'imperatore Kangxi:
(Gene Ching, Bak Sil Lum vs. Shaolin Temple)
In generale viene rimessa in discussione la funzione anti Qing del tempio e l'avversione per esso da parte dei regnanti che invece storicamente gli furono molto legati: «Durante la Dinastia Qing (1644-1911), il Tempio Shaolin fu molto riguardato dal governo. Gli imperatori Kangxi, Yonggzheng e Qianlong donarono a Shaolin parecchie autonomie e finanze. In special modo, la tavola dell'entrata principale fu scritta e regalata dall'Imperatore Kangxi.»

### Zhang Wu
C'è poi un'altra versione completamente diversa della storia.
Sostiene che lo stile sia stato portato nel Sud della Cina da Cheung Wu (张五, Zhang Wu), un maestro conosciuto come Tan Sao Ng (摊手五, Tanshou Wu, famoso appunto per il suo tansao, tecnica fondamentale). La storia inoltre sostiene che questo maestro abbia fatto la sua comparsa 100 anni prima di Yim Wing-chun, tanto più che le sue gesta sono narrate in un libro sull'opera teatrale cinese nella City Hall di Hong Kong: di lui si parla come musicista, attore e conoscitore di arti marziali. Fu lui quindi secondo questa versione ad insegnare il Wing Chun al Giunco Rosso.
Han Guangjiu, nel suo Yongchunquan, riferisce la storia secondo cui un Monaco Superiore, ventiduesima generazione, del Tempio Shaolin del Songshan avrebbe trasmesso lo stile a Zhang Wu (张五) dell'Hunan, durante il regno di Qianlong (1736-1796). In questo caso lo Yongchunquan sarebbe stato un tipo di tecnica marziale utilizzata dalla Tiandihui (天地会), una Società Segreta anti-mancese. Zhang Wu era un famoso attore teatrale.
(Jin Ling)

### Zhishan Chanshi
Un'altra storia vuole che il nome dello stile provenga dalla sala Yongchundian (永春殿) del tempio Shaolin del Sud di Quanzhou in Fujian (福建泉州南少林寺). Quando questo tempio venne dato alle fiamme, l'abate Zhishan Chanshi (至善禅师) si aggregò ad una compagnia teatrale (la Hong Chuanzhong 红船中) come sguattero. In seguito tutti i membri della troupe divennero suoi allievi. Questa tradizione mostra dei punti di contatto con la precedente, inoltre come la precedente ha molti elementi storici a supporto. Nelle generazioni del Wing Chun spesso incontriamo attori teatrali o membri di questa Hong Chuanzhong, come nel caso di Li Wenmao (李文茂) attore coinvolto nella Tiandihui, o come per Huang Huabao (黄华宝) e Liang Erdi (梁二娣) che erano della Hong Chuanzhong. Questa storia è riportata anche da Yip Man, nel suo scritto citato sopra. Secondo la sua versione nella "Giunca Rossa" si riunirono gli insegnamenti di Wu Mei e quelli di Zhishan Chanshi attraverso proprio Huang Huabao e Liang Erdi.

## Il nome
Sempre secondo la leggenda, lo stile deve il suo nome alla prima allieva di Ng Mui, Yim Wing-chun (嚴詠春, in pinyin Yan Yongchun), codificatrice e riorganizzatrice dello stile presso il tempio della provincia di Kwantung (Guangdong).
Un'altra ipotesi sull'origine del nome è legata all'idea che lo Yongchunquan possa provenire dal Baihequan di Yongchun in Fujian (福建永春白鹤拳).
Per un'altra tradizione orale invece, visto che si pretendeva che lo stile fosse stato ideato espressamente per combattere i Mancesi (la dinastia Qing), sembra che gli venne attribuito il nome "Wing Chun" in quanto tale termine aveva un significato simbolico per i rivoluzionari.
Yim Wing-chun sarebbe un personaggio di pura fantasia, visto che non compare in alcun modo nelle documentazioni relative a Shaolin ed alla nascita del Wing Chun, forse essa stessa facente parte della simbologia legata al nome.
Altri sostengono che i migliori praticanti marziali cinesi del tempo si fossero riuniti per poter fondere le loro esperienze e conoscenze in un'unica arte marziale: la stanza dove portarono avanti tali studi venne chiamata Wing Chun ("Eterna Primavera"), a simboleggiare l'eterna evoluzione delle arti marziali.
Sembra che, siccome il nome Yongchunquan (永春拳) si legò alla Rivolta di Li Wenmao, per sfuggire alla persecuzione imperiale il nome venne cambiato in "Pugilato del Canto di Primavera" (詠春拳).

## Lungo i tempi, tra realtà e leggenda

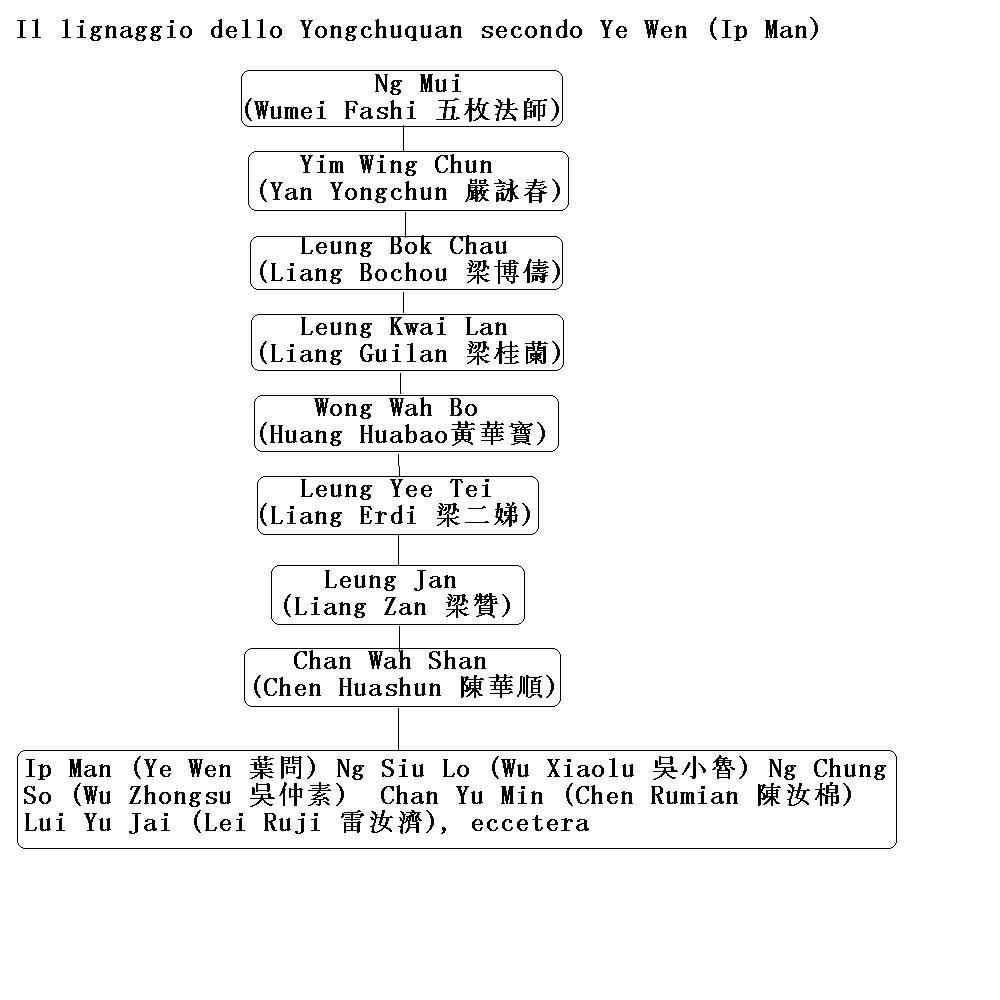
Lignaggio

Anche sullo sviluppo storico dello Stile, le versioni sono varie.
Yip Man racconta che Yim Wing-chun trasmise lo stile al marito Leung Bok-chau (梁博儔, Liang Bochou), che lo insegnò a Leung Lai-kwai (梁蘭桂, Liang Langui). In seguito Leung Lai-kwai lo passò a Wong Wa-po (黃華寶, Huang Huabao). Quest'ultimo faceva parte di un gruppo operistico ambulante, conosciuto come "Il gruppo della barca del giunco rosso" (Xi yu hong chuan zhongren jiejiao 喜與紅船中人結交), gruppo che viveva su una barca in Foshan (佛山, Fat Shan), nel XIX secolo circa. All'interno di questo gruppo c'era anche Leung Yee-tei (Liang Erdi), che strinse fratellanza con Wong Wah-po. Siccome Leung Yee-tei era stato allievo di Chi Shin (Zhishan Chanshi 至善禪師, ma si trova anche Jee Sim, altro monaco scampato all'assalto delle truppe della dinastia Qing assieme a Ng Mui), essi si scambiarono delle tecniche, in particolare Leung trasmise a Wong le tecniche del bastone Shaolin.
(Ip Man, The Origin of Wing Chun)
Wong e Leung cercarono di adattare quanto appreso al proprio stile e fu così che vennero introdotte nel loro Wing Chun, che stando ad alcune ricostruzioni, fino ad allora prevedeva solo l'uso indistinto di mani nude e coltelli a farfalla (蝴蝶雙刀, Hudie Shuangdao) a seconda della necessità.
Come abbiamo visto, un'altra storia riguardo alla fondazione di questo stile indica Zhang Wu come il passaggio dal suo creatore nel Tempio Shaolin a Foshan, ed in particolare presso le troupe teatrali del luogo. Infatti Zhang Wu avrebbe trasmesso le proprie conoscenze agli attori. Wong Wah-bo e Leung Yee-tai avrebbero appreso proprio questo pugilato.
Leung Yee-tai a sua volta trasmise il Wing Chun al medico Leung Jan (梁贊, Liang Zan 1828-1901), grande esperto di arti marziali. Leung Jan divenne un eccezionale combattente e sostenne molti incontri (ricordiamo che all'epoca gli incontri concordati erano spesso vere e proprie sfide senza regole e che a volte solo il vincitore sopravviveva), senza mai essere sconfitto, tanto da diventare famoso nel Sud della Cina col soprannome di "Re del Wing Chun", divulgando così lo stile. Furono famosi anche i suoi due figli: Liang Bi (梁璧) e Liang Chunjie(梁春皆). Tra i suoi allievi ricordiamo: Chan Wah-sun (陈华顺, Chen Huashun), Ruan Qishan (阮其山), Wu Shaolei (吴少雷), ecc.
In tempi differenti i maestri Fung Siu-ching (Feng Xiaoqing, 馮少青) e Yuen Kai-shan (Ruan Qishan, 阮奇山), diedero vita alla propria corrente fornendo la base ad altre nate successivamente, ad esempio il primo alla corrente "Chi Sim" nata a Hong Kong più o meno a metà 20. secolo, mentre il secondo alla sua omonima, in parte a quella Yip Man (葉問, Ye Wen, 1893 - 1972), in gran parte a quella Mai Gei Wong etc.
Come si evince anche dal lignaggio che proviene da Zhang Wu, il dato storico comune, è il passaggio di questo stile dagli ambienti del Teatro Operistico del Guangdong, in particolare dalla Compagnia del Giunco Rosso.
Da questo punto in avanti le varie versioni trovano più punti in comune: si arrivò a Leung Jan, che insegnò lo stile a Chan Wah-sun (陳華顺, Chen Huashun), uno dei maestri di Yip Man.

### Sei Scuole Principali
Secondo Li Zhihe esistono sei scuole principali (si da liupai, 六大流派) di Wing Chun.
- Cen Neng Yongchunquan 岑能咏春拳.

In Cantonese il nome è Shum Lung Wing Chun Kuen.
Questa ramificazione è diffusa nell'area di Canton ed è stata creata da Cen Neng nel 1948, che fu allievo di Ruan Qishan.
Il Lignaggio: Wu Mei(五梅) →Miao Shun (苗顺)→ Yan Er (严二)→ Yan Yongchun (严永春)→ Liang Boliu (梁博鎏)→ Huang Huabao (黃華寶)→Huo Baochuan (霍保全), Feng Xiaoqing (馮少青) →Ruan Qishan, (阮奇山), Zhang Bao (张保)→Cen Neng.
- Gulao Pianshen Yongchunquan 古勞偏身咏春拳.

Anche detto Heshan Yongchunquan 鶴山咏春拳, deve il proprio nome alla località in cui è diffuso, cioè Gulao 古勞, nel distretto amministrativo di Heshan 鶴山, in Guangdong. Questo ramo riconosce come proprio antenato e fondatore (shizu, 師祖) Liang Zan (梁贊). Il maestro di riferimento delle generazioni successive è Wang Huasan (王華三) che ha avuto come discepoli Lin Bochang (林伯長) anche conosciuto come Lin Bing (林兵), e altri. Secondo la rivista Jingwu Lin Bing fece la guardia del corpo a Sun Yat-sen nell'area di Nanyang.
- Ye Wen Yongchunquan 葉問咏春拳.

La trasmissione di Yip Man.
Yip Man insegnò parte del programma a Bruce Lee che lo fece conoscere all'America degli anni sessanta tenendolo come nucleo tecnico e concettuale del suo Jeet Kune Do.
In occidente il Wing Chun è stato per lo più insegnato dagli allievi della scuola di Yip Man, tra cui spiccano Wong Shun-leung, Leung Sheung, Victor Kan, William Cheung e Leung Ting (fondatore del Wing Tsun, di cui ha registrato il marchio).
Ad oggi è in atto un trattamento dello stile come un marchio, il che favorisce il proliferare di scuole che sulla carta insegnano la medesima arte, con nome diverso, pronunciato in maniera identica, però con differenze tecniche spesso abissali.
Ancora oggi il significato del nome resta per certi versi incerto: molti ritengono infatti che il significato sia letteralmente "Pugilato della Radiosa Primavera", ma recenti studi dimostrano che il primo a dare agli occidentali una tale traduzione fu proprio lo stesso Yip Man e che in altre correnti il Wing Chun era conosciuto invece come "Pugilato dell'Eterna Primavera", con tanto di ideogramma leggermente diverso ma dalla stessa lettura.
- Peng Nan Yongchunquan 彭南咏春拳.

Sempre nella linea di Chan Wah-sun sono da segnalarsi Peng Nan (彭南) ed il suo allievo Han Guangjiu (韩广玖) che sono importanti protagonisti attuali del Wing Chun di Foshan.
(Chan Wah-sun →Chen Rujin 陳汝錦 →Zhao Jiu 招就→Peng Nan 彭南→Han Guangjiu 韩广玖)
- Hongchuan Yongchunquan 紅船咏春拳.

In questa ramificazione si dice siano tramandati il Xiaoniantou di Huang Huabao 黃華寶 ed il Liudian bangun 六點半棍 di Liang Erdi 梁二娣. È praticata a Foshan ed è stata tramandata da Feng Xiaoqing (馮小青) che era anche esperto di Fujian Baihequan.
- Paohualian Yongchunquan 刨花莲咏春拳.

Questo ramo è diffuso principalmente nella zona di Hong Kong.

### Altre Informazioni sulle Ramificazioni
- Rene Ritchie ha scritto un libro[17] che descrive il Ruan Qishan Yongchunquan 阮奇山咏春拳, che nel titolo è reso, oltre che con gli ideogrammi, con Yuen Kay San Wing Chun Kuen. Questo ramo dovrebbe comunque coincidere o avere notevoli simiglianze con quello detto Cen Neng Yongchunquan 岑能咏春拳 descritto in precedenza. Esiste una ramificazione, che oggi viene dall'Indonesia, che viene chiamata 黑旗門詠春拳 (Hek Ki Boen Eng Chun Kun).

### Lignaggio vietnamita - Vĩnh Xuân
La scuola vietnamita del Wing Chun (in vietnamita Vĩnh Xuân)  deve le sue origini al maestro Yuen Chai Wan (Nguyễn Tế Vân), che iniziò lo studio dello stile insieme al fratello minore Yuen Kay San (Nguyễn Kỳ Sơn) con il maestro Fok Bo Chuen (Hắc Bảo Toàn) e in seguito lo approfondì con il maestro Fung Siu Ching (Phùng Thiếu Thanh). Dopo la sua morte, Yuen Kay San rimase a Foshan, dove divenne famoso, con Yao Choy e Yip Man, come uno dei "Tre eroi del Wing Chun", mentre Yuen Chai Wan fu invitato in Vietnam ad insegnare il Wing Chun da un'associazione di espatriati cinesi. Ad Hải Phòng, nel Vietnam settentrionale, fu accolto dalla ricca famiglia Cam, di origine cinese, e iniziò ad insegnare arti marziali al figlio Cam Thúc Cường: qui conobbe un suo compagno di studi, Ngô Sĩ Quý, che nel 1939 lo aiutò a trasferirsi ad Hà Nội, dove prese la nazionalità vietnamita e assunse il nome di Nguyễn Tế Công. Dopo il 1954, con la divisione del paese in Nord e Sud Vietnam, Nguyễn Tế Công si trasferì a Saigon (Città Ho Chi Minh), dove continuò la sua opera di insegnamento fino alla morte, avvenuta nel 1959. Ad Hà Nội la scuola fu portata avanti dal maestro Ngô Sĩ Quý, sotto la cui guida molti anni dopo il maestro Trần Ngọc Định approfondì lo studio dello stile, che ha poi diffuso in Europa nella scuola Việt Anh Môn.

## Il metodo
Una posizione caratteristica di questo stile in allenamento, ma non in combattimento, è Erzi Qian Panma (二字箝半马, due caratteri del mezzo cavallo ferrato).
Li Zhihe descrive questa posizione con il nome di Qianyangma (钳阳马, cavaliere a tenaglia chiusa).

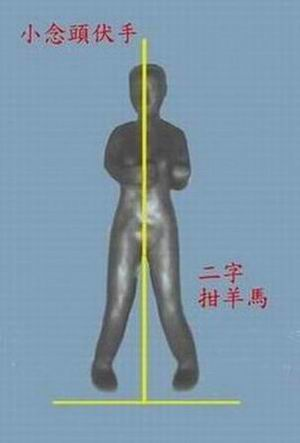
Posizione Erzi Qian Panma nella forma Siunimtao

 In inglese questa postura viene chiamata I.R.A.S. (Internal Rotate Abductors Stand) in cui le punte dei piedi vengono ruotate all'indentro di circa 45°.
In combattimento, invece, si mette una gamba avanti e una gamba indietro in modo da "schermare i genitali", utilizzando passi che vedono muovere, strusciando a terra, prima il piede rivolto verso la direzione in cui si è rivolti, e poi avvicinare, strusciando l'altro piede, in modo da mantenere una costante distanza tra i piedi. Se ci si muove in avanti si struscia prima il piede anteriore e poi si riavvicina il posteriore mantenenedo una certa distanza tra i due piedi. Se ci si muove all'indietro, si struscia prima il piede posteriore e poi quello anteriore mantenendo una certa distanza tra i piedi. Nella posizione di combattimento il peso del corpo è distribuito leggermente di più sul piede posteriore (60%) per avere il piede e la gamba anteriore (40%) più reattivi, oppure il peso, al massimo, è distribuito al 50% su ogni piede.

### Dodici Modalità
Nel libro Yuen Kay San Wing Chun Kuen sono descritti 12 metodi (十二法, shi'erfa, sup yee faat) attraverso dodici ideogrammi che identificano altrettante azioni che caratterizzano la pratica dello stile. Esse sono: dap, unire due "ponti"; jeet, intercettare; chum, cedere; biu, infrangere; chi, attaccarsi; mo, sentire; tong, premere; dong, oscillare; tun, impossessarsi; chit, tagliare a fette; tao, muoversi furtivamente; lao, lasciar passare. La voce Yongchunquan di Baidu riporta l'utilizzo di azioni o elementi che in parte coincidono esattamente a quelli descritti dal testo citato in precedenza, coincidendo a volte il carattere stesso utilizzato. Di seguito si riporta l'elenco di Baidu omettendo la traduzione per gli ideogrammi che sicuramente coincidono alla traslitterazione dell'altro testo: da 搭, che coincide a dap; jie 截, che coincide a jeet; chen 沉, che coincide a chum; biao 标, che coincide a biu; bang 膀, cioè le ali; wanzhi 腕指, cioè polso e dita; nian 黏, che anche se non è il medesimo ideogramma, ha lo stesso significato di chi; mo 摸, è mo; yun dang 熨荡, in parte coincide l'ideogramma di dong, ma si completa divenendo "premere oscillando" ; tou 偷 che coincide a tao; lou 漏, che coincide a lao.
Questa tabella associa i termini utilizzati nel libro Yuen Kay San Wing Chun Kuen agli ideogrammi che nel libro non sono stati forniti:
| IDEOGRAMMI | Nome in Pinyin | Nome in italiano      | Nome in Cantonese |
| 1搭        | da             | unire due "ponti"     | dap               |
| 2 截       | jie            | intercettare          | jeet              |
| 3 沉       | chen           | cedere                | chum              |
| 4标        | biao           | infrangere            | biu               |
| 5 黐       | chi            | attaccarsi            | chi               |
| 6 摸       | mo             | sentire               | mo                |
| 7 烫       | tang           | premere               | tong              |
| 8 荡       | dang           | oscillare             | dong              |
| 9 吞       | tun            | impossessarsi         | tun               |
| 10 切      | qie            | tagliare a fette      | chit              |
| 11 偷      | tou            | muoversi furtivamente | tao               |
| 12 漏      | lou            | lasciar passare       | lao               |

### Pugni e Calci
Nell'immaginazione collettiva, tipici del Wing Chun sono i pugni a catena: pugni di tipo verticale, ossia con dorso della mano parallelo all'asse del corpo, portati in rapida successione che mirano a seguire l'avversario colpendolo ripetutamente finché non è in grado di opporre resistenza.
Tuttavia il Wing Chun contempla praticamente tutti i tipi di pugni, allenati sistematicamente per risultare funzionali sia in contatto che ad una distanza maggiore, con un uso più dinamico delle braccia chiamato spesso "frusta", che consente al braccio di scaricare potenza dal corpo in qualsiasi posizione si trovi.
Anche per quanto riguarda i calci, in realtà è presente ben più di quanto sembra, mentre applicativamente vanno solitamente impiegati ad altezza medio-bassa, anche se in certe situazioni nulla vieta un calcio al viso, altezza che viene comunque allenata per ragioni d'esercizio. Nel Wing Chun non sono contemplati calci "volanti" o "girati", come accade in altre arti marziali. I cosiddetti "otto calci del Wing Chun" sono impiegati sia per offendere l'avversario, che come parate. Di solito, nel combattimento i calci vengono impiegati contemporaneamente ai pugni, ed hanno la funzione di colpire e rompere le articolazioni (caviglie, ginocchia, anche, ecc.) o provocare traumi in punti sensibili (addome, inguine, plesso solare, ecc.). L'allenamento dei calci, nel Wing Chun, segue la pratica dei "1024 calci", che prevede ripetizioni alternate, con ciascuna gamba, dell'intera sequenza degli 8 calci canonici (128 ripetizioni x 8 calci = 1024 calci).

### Pratica delle Armi
Le armi tradizionali del Wing Chun sono il bastone (gun), con la forma Look Dim Poon Kwan (六點半棍, in pinyin Liu dian ban gun) ed i coltelli a farfalla, con la forma Bart Cham Dao (八斬刀, Bazhandao). Nelle scuole di Wing Chun incompleto, lo studio delle armi è però solitamente limitato ai livelli più avanzati poiché secondo la loro visione il combattimento a mani nude è considerato estremamente più importante. Pur trovando le sue origini principalmente negli stili animali di Shaolin (Wuxingquan), nel Wing Chun non vi sono espliciti richiami al mondo animale, ma il tutto è rapportato ad una "nuova" entità, l'essere umano.
Almeno per quanto riguarda la corrente Yip Man, le armi non sono considerate come tali ma vengono usate in maniera sistematica come potenziamento attraverso specifici esercizi dello stile già a partire dalla seconda forma, Chum Kiu. Successivamente, le forme ad esse dedicate, in realtà sono livelli di affinamento di tutto il Wing Chun praticato fino ad allora.

### Toccare e Sentire
Il Wing Chun è un’arte marziale che si basa principalmente sulla sensibilità. Pertanto peculiarità e specializzazione tipica del Wing Chun è il "contatto" (che è il mo 摸 citato in precedenza a proposito dei dodici metodi), ovvero un utilizzo della percezione tattile e cinestetica dell'azione, intenzione e biomeccanica avversaria a corta distanza. In questo caso attacchi e difese, azioni e reazioni, sono studiati "sentendo" l'avversario in contatto su di noi, solitamente ed inizialmente con le braccia, ma poi anche con gambe, spalle, busto e tutto il corpo; le reazioni durante il combattimento in contatto divengono geometricamente logiche ma soprattutto istintive e più rapide, in misura molto maggiore di quanto lo sarebbero in relazione ad uno stimolo di tipo puramente visivo. Ovviamente tutto questo si fonde in maniera omogenea ed a seconda delle necessità con il combattimento senza contatto.
Non esistono "mosse" o "trucchetti", si creano delle basi tecniche da combinare inconsciamente a seconda delle necessità. Le tecniche singole non sono così numerose: l'idea, un po' come nel pugilato occidentale, nella muay thai ecc. è "ottenere il massimo risultato con lo sforzo minimo", ovvero sviluppare reazioni il più possibile universali e che quindi abbisognano di meno "strumenti" possibili, da qui il detto secondo cui nel Wing Chun ogni tecnica non è altro che la deformazione di un pugno ed è unicamente uno strumento valido nella misura in cui lo è l'applicazione dei principi insegnati al corpo tramite gli esercizi dello stile.

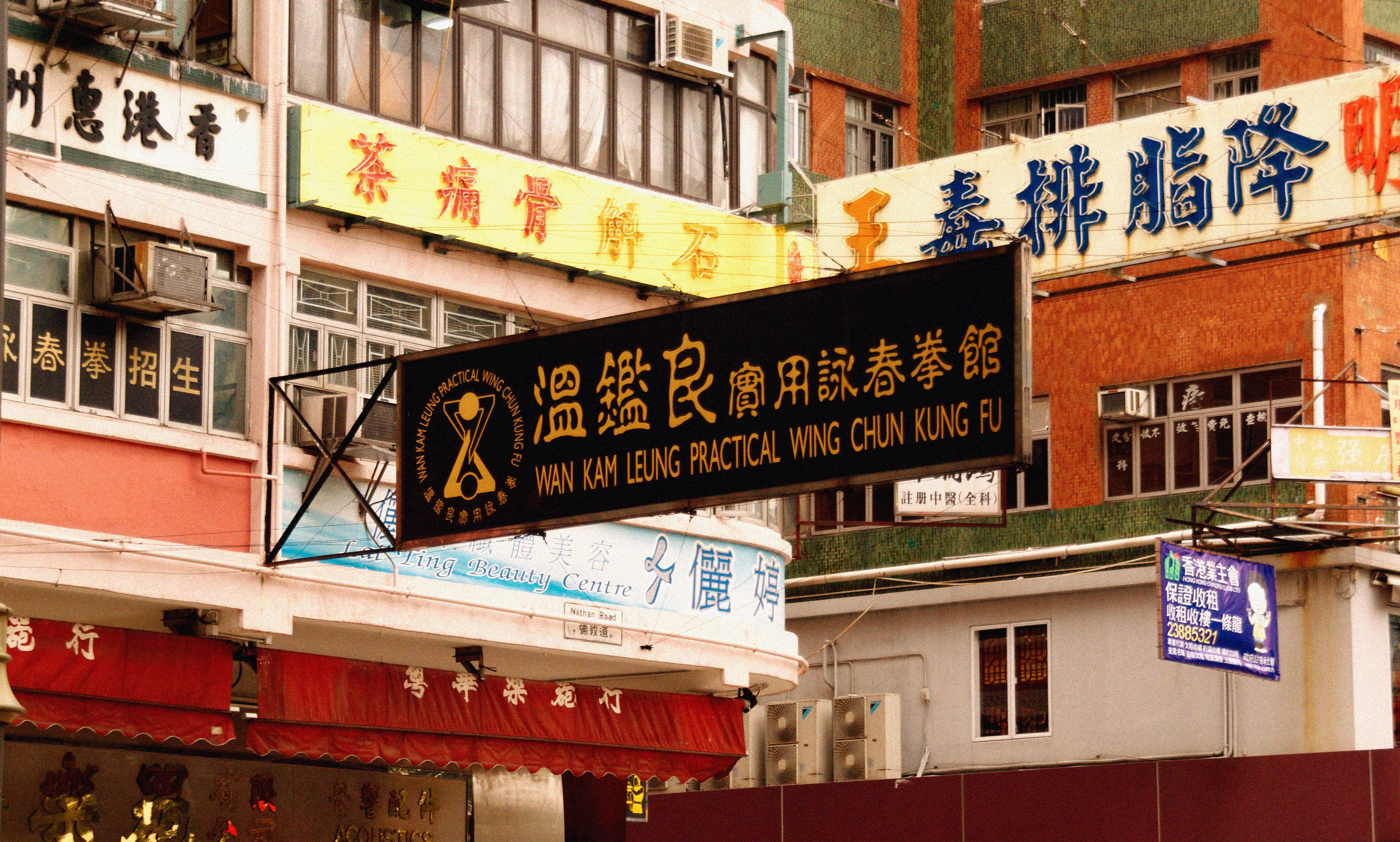
Insegna di una palestra di wing chun a Hong Kong

I movimenti risultano esteticamente poco attraenti e per nulla acrobatici. Si riducono al minimo, sfruttando al massimo le proprie energie, amplificate e trasmesse dall'adeguato effetto leva fornito dal giusto uso del nostro corpo. Non esistono fantasie come calci volanti, urla o mistiche e nebulose pratiche esoteriche; soltanto praticità totale supportata da allenamento continuo.

### Il Wude
Per qualcuno il Wing Chun si differenzierebbe dalle altre scuole che cercano di inculcare varie filosofie etico-morali (Wude) ed in contrasto con la tradizione Shaolin da cui pretende di provenire, trasmetterebbe soltanto la comprensione del bisogno di continuo allenamento, vera via verso la padronanza di qualsiasi attività. Infatti, una buona traduzione di “kung fu” può essere “maestria” oppure “duro lavoro”. Questa semplificazione probabilmente è attribuibile al Wing Chun come è arrivato in Occidente e forse ad Hong Kong, in realtà vi è chi riporta il Wude come aspetto importante anche di questo stile e per esempio vi è la testimonianza di Liang Huanzhi 梁焕枝 nel suo articolo Gu lao Yongchunquan gui yu wude 古劳咏春拳规与武德. Nell'articolo Wang Jiawei "Yi dai Zongshi"王家卫《一代宗师》, poi si sottolinea come in Yip Man fosse profonda la conoscenza accademica ed il Wude, tanto da farne un modello di comportamento esemplare.

### I Fondamentali

#### Le Posizioni
Wang Liansheng e Wang Li indicano come posizioni fondamentali Wai Qianyangma (外钳阳马), Nei Qianyangma (内钳阳马), Erzi Qianyangma (二字钳阳), Sanjiao Qianyangma (三角钳阳马), Qianyangma (钳阳马).
Il Wushu Xiao Cidian elenca le sequenze: Erzi Qianyangma (二字箝阳马), Xiao Sipingma (小四平马),Sanjiaoma (三角马), Guima (跪马).

#### Gli Atteggiamenti delle Mani
Sia per il Wushu Xiao Cidian, sia per il libro di Wang Liansheng e Wang Li indicano come Atteggiamenti delle Mani (Shouxing) del Wing Chun, Fengyanquan (凤眼拳, pugno ad occhio di fenice) e Liuhezhang (柳叶掌, palmo a foglia di salice).

#### Le Tecniche delle Mani
In questo caso si parla di Shoufa (手法, tecniche delle mani).
Secondo Beginning Wing Chun le azioni che si ripetono maggiormente in questo stile sarebbero Bong Sau (膀手) ovvero “mano ad ala”, Taan Sau (滩手) ovvero “palma che disperde”, e Fook Sau (伏手) ovvero “mano a ponte”. Queste tre tecniche sono anche dette “le mani maggiori”, in quanto vengono utilizzate nella pratica del Chi Sau (braccia appiccicose), esercizio indispensabile per lo sviluppo della sensibilità in combattimento.
Il Zhongguo Gongfu Da Cidian indica come tecniche Cuoshou 挫手 (mani che abbattono), Liaoshou 撩手 (mani che alzano), Sanbangshou 三榜手 (mani in tre modelli), Zuoyou Pofeishou 左右破排手 (mani che fendono sulla linea a destra e a sinistra), Chenqiao 沉桥 (ponti/avambracci pesanti), Nianda 黏打 (colpi appiccicosi).

## I principi del Wing Chun
I principi del Wing Chun creano un sistema di difesa aggressiva che consente di adattarsi immediatamente ai movimenti, alla forza e al modo di combattere di un aggressore. Questi principi sono estremamente semplici. Ciononostante richiedono anni di pratica nelle forme del Wing Chun, nel Luk Sao, nel Chi Sao e soprattutto nel Go Sao con un insegnante preparato, per consentire al corpo di acquisire questi riflessi e capirne le applicazioni in situazioni reali.
Oltre gli otto principi esistono altri principi altrettanto fondamentali:
- Il principio della linea centrale. (Zhengwuxian yuanli, 正午线原理 oppure Zhongxian lilun 中线理论)[28].

Wei Feng 魏峰, afferma: Proteggi centralmente, applica centralmente (Shou zhong yong zhong, 守中用中) riferendosi proprio alla Linea Centrale Zhongxian 中线. Lo stesso principio è ripreso da Li Zhihe intitolando un paragrafo Principio del proteggere centralmente, applicare centralmente (Shou zhong yong zhong yuanze, 守中用中原则).
Rene Ritchie chiama i principi Yaodian 要点 (punti chiave) e descrive tale principio come Ziwuxian 子午线 (jee ng sien, in Cantonese), definendolo Linea meridiana.

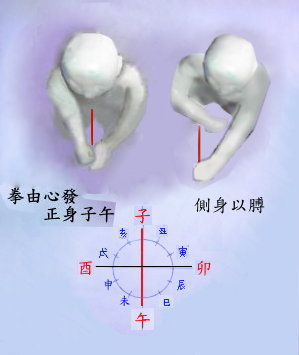
Il principio della linea centrale

- Il principio di simultaneità di attacco e difesa (Shou gong tongqi 守攻同期, allo stesso tempo difendere e attaccare[32]).

Wei Feng rende questo principio con Gongshou Heyi (攻守合一, attacco e difesa uniti). Wei elenca tale principio come sesto.
- Il principio della porta interna ed esterna (nei wai men yuanze, 内外门原则)[34].

Per Li Zhihe questo è il terzo principio.
- Il principio del cuneo[senza fonte].
- Il principio della "raffica continua"[senza fonte].
- Il principio della molla[35]
- Il principio dei quattro cancelli. (Simen yuanli 四门原理)[36].

Li Zhihe scrive Simen Yuanze 四门原则 come quarto principio. Descrive quattro tecniche che servono per studiare il principio di chiusura di una strada o di un accesso (denominati appunto cancelli) a protezione della linea centrale, cioè la protezione dagli attacchi esterni e gestione della pressione degli attacchi sulle braccia. Queste quattro tecniche sono solo uno schema al fine di capire ed interiorizzare la posizione e la struttura di braccia e corpo per poter gestire la pressione e le energie ricevute: Bong Sao, Kao Sao, Jam Sao e Tan Sao
.
- Il principio del gomito fisso.

Li Zhihe lo rende con Budong Zhou Yuanli 不动肘原理; Wei Feng riferisce due teorie: Mai zheng lilun 埋踭理论, teoria del gomito nascosto e Shou zheng lilun 收踭理论, teoria del gomito raccolto.
- Il principio del ridurre la corta distanza (duan ju jingjian yuanze, 短距精简原则)[40].
- Il principio della forza in un "cun" nel "ponte" corto (duan qiao cunjin yuanze, 短桥寸劲原则)[41].

Alcuni di questi principi si compenetrano. A seconda della scuola di provenienza alcuni principi potrebbero sussistere e altri no, oppure taluni potrebbero essere concettualmente compresi in altri. Probabilmente i più noti, comunemente accettati e usati sono i primi tre (Linea centrale, Simultaneità attacco/difesa, Cuneo).
A ben vedere i principi sono caratteristici di questo stile. Queste "linee guida" hanno nella pratica del Wing Chun la stessa valenza della correttezza delle tecniche. Nel Wing Chun non possono sussistere tecniche senza principi.
Qui di seguito vengono riportati i principi del Wing Chun nella formulazione di Keith R. Kernspecht.

### Principi di combattimento
Se la strada è libera avanza
Avanzare coperti andando a bersaglio è il principio di base. Se l'avversario non è a sua volta coperto bene dalla propria guardia, verrà colpito subito negli organi vitali.
Se la strada è chiusa "appiccicati" all'avversario
Se l'aggressore cerca di reagire non bisogna lasciargli l'opportunità di staccarsi e organizzare un contrattacco. Perciò attaccatevi a lui come un guanto, non lasciategli il tempo di retrocedere e organizzarsi, ma continuate ad attaccarlo.
Se l'avversario avanza, cedi
Normalmente un aggressore è fisicamente più forte della sua vittima, per questo nel Wing Chun ci si allena ad avere la meglio su forze superiori alla nostra. Il Chi sao insegna semplicemente a "svuotarsi" quando un attacco è troppo forte, e a reagire cambiando il proprio angolo e la propria posizione rispetto all'avversario.
Se l'avversario indietreggia seguilo
Anche se un nostro attacco viene evitato, ne segue immediatamente un altro - Il Chi sao allena i riflessi a sentire immediatamente qualunque "buco" nella difesa dell'avversario e ad approfittarne immediatamente, senza esitazione.

### Principi di forza
Liberati della tua forza
Occorre essere rilassati, non tesi, per muoversi con fluidità e reagire alle azioni del proprio aggressore. Dando per scontato che non possiamo vincere lo scontro con i muscoli, la nostra stessa forza non deve diventare un freno, bensì dobbiamo lasciare la muscolatura rilassata, per poterci muovere nella maniera più continua e veloce possibile.
Liberati della forza dell'avversario
Questo è spiegato bene nel terzo principio di combattimento. Quando un aggressore cerca di usare la forza per avere la meglio, non bisogna cercare di opporsi con altrettanta forza, ma bisogna invece far andare a vuoto la forza di chi aggredisce, per poi usarla contro di lui (come dice il principio successivo).
Usa la forza dell'avversario
Con l'allenamento si impara che, assorbendo la forza dell'avversario, il nostro contrattacco diventa molto più potente, perché incameriamo la sua energia nei nostri arti, come molle che vengano compresse; siamo poi in grado di restituire tale energia una volta che queste "molle" vengano rilasciate.
Somma la tua forza alla forza dell'avversario
Oltre all'energia incamerata dal contatto con l'aggressore, nei nostri colpi scarichiamo anche tutta la forza che abbiamo a disposizione.

## Le forme del Wing Chun
Solitamente le forme del Wing Chun sono 6, almeno nella corrente Yip Man. Le prime tre si eseguono a mani nude; la quarta all'uomo di legno; la quinta con il bastone lungo; la sesta con i cosiddetti "coltelli a farfalla".
Ecco una panoramica secondo la scuola Leung Ting Wing Tsun, con i nomi in uso presso quella scuola e relative diramazioni:
1. Siu Lim Tao ("Piccola Idea")
2. Chum Kiu ("Braccia a Ponte"/"Braccia che Cercano")
3. Biu Tze ("Dita che trafiggono")
4. Muk Yan Chong (Forma dell "Uomo di legno")
5. Luk Dim Boon Kwun ("Bastone da 6 punti e mezzo")
6. Bart Cham Dao ("Coltelli degli 8 tagli")
7. Sap Lok Gerk Fat ("Forma dei 16 calci" solo per un Wing Chun alterato dall'esperienza)

## Termini del Wing Chun
| Trascrizione della pronuncia cantonese | Caratteri semplificati | Caratteri tradizionali | Cantonese (Trascrizione in yale) | Mandarino (Trascrizione in pinyin) | Significato (in italiano)                                                        |
| -------------------------------------- | ---------------------- | ---------------------- | -------------------------------- | ---------------------------------- | -------------------------------------------------------------------------------- |
| bong sao                               | 膀手                   | (come semplificati)    | bong2 sau2                       | bǎngshǒu                           | mani ad ala                                                                      |
| cham/jam sao                           | 沈手                   | 沉手                   | cham4 sau2                       | chénshǒu                           | mano che si immerge, mano pesante, mano profonda, mano che affonda               |
| chi sao                                | 黐手                   | (come semplificati)    | chi1 sau2                        | chǐshǒu                            | mani appiccicose, mani incollate                                                 |
| fook sao                               | 伏手                   | (come semplificati)    | fuk6 sau2                        | fúshǒu                             | mano di controllo/che controlla, Mano a ponte                                    |
| gaun sao                               | 耕手                   | (come semplificati)    | gang1 sau2                       | gēngshǒu                           | mano che devia tagliando                                                         |
| gerk                                   | 脚                     | 腳                     | geuk3                            | jiǎo                               | gamba                                                                            |
| jut sao                                | 窒手                   | (come semplificati)    | jat6 sau2                        | zhìshǒu                            | mano che strappa                                                                 |
| huen sao                               | 圆手                   | 圓手                   | yun4 sau2                        | yuánshǒu                           | mano che compie un movimento circolare                                           |
| kuen                                   | 拳                     | (come semplificati)    | kyun4                            | quán                               | pugno                                                                            |
| lap sao                                | 拉手                   | (come semplificati)    | laap6 sau2                       | lāshǒu                             | mano che tira afferrando                                                         |
| man sao                                | 问手                   | 問手                   | man6 sau2                        | wènshǒu                            | mano che cerca/chiede                                                            |
| pak sao                                | 拍手                   | (come semplificati)    | paak3 sau2                       | pāishǒu                            | mano che devia schiaffeggiando                                                   |
| sao                                    | 手                     | (come semplificati)    | sau2                             | shǒu                               | mano                                                                             |
| sifu                                   | 师父                   | 師父                   | si1 fu6                          | shǐfù                              | maestro e padre, si collega al concetto che il proprio maestro diventa genitore. |
| si-hing                                |                        |                        |                                  |                                    | fratello maggiore (titolo onorario) si-gay sorella maggiore                      |
| tan sao                                | 滩手                   | 攤手                   | taan1 sau2                       | tānshǒu                            | mano che devia aprendosi/mano che devia mostrando                                |
| wu sao                                 | 护手                   | 護手                   | wu6 sau2                         | hùshǒu                             | mano che protegge/difende                                                        |